# عمداء أوكرانيا
عمداء أوكرانيا (بالأوكرانية: Українські шерифи) هو فيلم وثائقي أوكراني، من إخراج رومان بوندارتشوك، أنتج في عام 2015. تم اختياره ليكون المدخل الأوكراني لجائزة الأوسكار لأفضل فيلم بلغة أجنبية في حفل توزيع جوائز الأوسكار التاسع والثمانون ولكن لم يتم ترشيحه.

## روابط خارجية
- الموقع الرسمي
- Ukrainian Sheriffs  في قاعدة بيانات الأفلام على الإنترنت (بالإنجليزية)